# 574

574(오백칠십사)는 573보다 크고 575보다 작은 자연수다.

## 수학
- 합성수로, 그 약수는 1, 2, 7, 14, 41, 82, 287, 574다. 진약수의 합은 434이므로, 574는 부족수다.
- 68번째 쐐기수다. 앞의 쐐기수는 561, 다음 쐐기수는 582이다.
- {\displaystyle 574=153+190+231}
  - 연속하는 세 육각수의 합으로 나타낼 수 있는 수다. 이 성질을 지닌 앞의 수는 463, 다음 수는 697이다.
- {\displaystyle 574=14\times 41}
  - {\displaystyle ab\times ba}의 꼴로 나타낼 수 있는 수열의 14번째 수다. 이 수열의 앞의 수는 403, 다음 수는 765다. (OEIS의 수열 A061205)
  - {\displaystyle ab\times ba}의 꼴로 나타낼 수 있는 수열의 41번째 수다. 이 수열의 앞의 수는 160, 다음 수는 1008다. (OEIS의 수열 A061205)
- {\displaystyle 574=7^{2}+10^{2}+13^{2}+16^{2}}
  - 공차가 3인 네 자연수의 제곱합으로 나타낼 수 있는 수다. 이 성질을 지닌 앞의 수는 486, 다음 수는 670이다.
- {\displaystyle 83^{2}-1}은 574로 나누어떨어진다.

## 과학
- NGC 574: 조각가자리 방향에 있는 막대나선은하.

## 교통
- 유럽 고속도로 574호선: 루마니아 바커우에서 피테슈티까지 이어지는 유럽 고속도로.
- 현도 제574호선

## 군사
- U-574(영어판, 독일어판): 제2차 세계 대전에 사용된 나치 독일의 군용 잠수함.

## 문화유산
- 대한민국의 보물 제574호: 박만정 해서암행일기

## 기타
- 연도: 574년, 기원전 574년